# Связистам Дона
Памятник «Связистам Дона» — монумент, торжественное открытие которого состоялось 9 сентября 2016 года у входа в парк Островского в Ростове-на-Дону. Автором памятника стал скульптор Валентин Костев. Торжественное открытие памятника было приурочено ко Дню города, а также к дате 115-летнего юбилея первого сеанса гражданской радиосвязи.

## История
В апреле 2016 года в городе Ростове-на-Дону состоялось народное голосование, в ходе которого необходимо было выбрать лучший макет, на основании которого в будущем будет создан памятник «Связистам Дона». На первое место, набрав около 40 % голосов участников голосования, вышел макет, который был создан коллективом филиала ФГУП «Радиочастотный центр ЦФО». Скульптором был выбран Валентин Костев. Деньги на создание памятника поступили из добровольных взносов жителей города и благотворительных средств, поступивших от меценатов. Местом установки памятника была выбрана площадка перед входом в парк культуры и отдыха имени Николая Островского, там, где пересекается улица 14-я линия и проспект Шолохова.
На открытие скульптурной композиции, которое состоялось 9 сентября 2016 года, пришли заместитель губернатора Ростовской области Василий Рудой, глава Администрации Ростова-на-Дону Сергей Горбань, люди, которые внесли свой вклад в реализацию проекта и представители операторов связи.

## Описание
В центре скульптурной композиции находится земной шар. Он расположен на постаменте со стрелами. Автором скульптуры продуманы элементы, которые отвечают за отображение электросвязи, почтовой и спутников связи. Так, стрелы символизируют электросвязь, голубь с конвертом в клюве — почтовую связь, спутниковая связь отождествляется с орбитой, которая расположена вокруг Земли. Высота скульптуры составляет около 6 метров. У основания создатели разместили таблички, на которых указаны имена меценатов проекта и названия операторов связи. Возле скульптуры есть Wi-Fi, установлена камера, у которой налажена связь с системой «Безопасный город».